# Stade ADEPS de Jambes
Le stade ADEPS de Jambes est situé au centre de Jambes, Namur. Il fait partie du centre sportif ADEPS « La Mosane ».

## Occupation
Ce stade a été occupé par différents clubs de football locaux. On note ainsi la R. ES Jamboise (disparue en 1989), puis l'UR Namur et l'actuelle ES Jamboise (2e du nom, fondée en 1999).

Ce stade omnisports est également le port d'attache du Sambre et Meuse Athlétique Club ou SMAC Namur.
L'Union Royale Namur y évolue depuis la saison 2023-2024 en Nationale 1. 

## Rénovation
Pour 2015, l'Union Royale Namur devait s'installer dans ce stade,, ce qui impliquait de nouvelles rénovations ainsi que la construction d'une nouvelle tribune et d'un espace VIP.

En 2020, les gradins étaient démolis, sur 3/4 du périmètre du stade, sans être remplacés. Il ne reste actuellement qu'une seule tribune pour accueillir les spectateurs.

En 2023 (première année de l'Union Royale Namur), un chapiteau fut installé pour vendre des boissons, organiser des repas, etc.